# Laurence Olivier Award al miglior attore
Il Premio Laurence Olivier al miglior attore (Laurence Olivier Award for Best Actor) è un riconoscimento teatrale presentato dal 1985 dalla Society of London Theatre.
I premi furono istituiti come Society of West End Theatre Awards nel 1976 e rinominati nel 1984 in onore dell'attore e regista inglese Laurence Olivier.
Questo premio è stato introdotto nel 1985, come Attore dell'anno, poi ribattezzato con il nome attuale per la cerimonia del 1993. Prima di questo premio, dal 1976 al 1984 (e di nuovo nel 1988), c'erano un paio di premi assegnati ogni anno per questa categoria generale, uno per l'Attore dell'anno in un revival e l'altro per l'Attore dell'anno in una nuova opera teatrale.

## Vincitori e candidati

### Anni 1980
- 1985
  - Antony Sher – Richard III e Torch Song Trilogy nei ruoli di Riccardo III d'Inghilterra e Arnold Beckoff
  - Alun Armstrong – Il crogiuolo e Il racconto d'inverno nei ruoli di John Proctor e Leonte
  - Kenneth Branagh	- Enrico V nel ruolo di Enrico V d’Inghilterra
  - Anthony Hopkins - Pravda	nel ruolo di Lambert Le Roux
- 1986
  -  Albert Finney – Orphans nel ruolo di Harold
  - Derek Jacobi - Breaking the Code nel ruolo di Alan Turing
  - Ian McKellen – Il giardino dei ciliegi nel ruolo di Lopakhin
  - Martin Sheen – The Normal Heart nel ruolo di Ned Weeks
- 1987
  - Michael Gambon – Uno sguardo dal ponte nel ruolo di Eddie Carbone
  - Tokusaburo Arashi – Medea nel ruolo di Medea
  - Hugh Quarshie – I due nobili congiunti, La grande speranza bianca e The Rover nei ruoli di Arcite, Jack Jefferson e Belville
  - Nicholas Woodeson - Sarcophagus e Flight nei ruoli di Bessmertny e Mike Levine

- 1989/90
  - Oliver Ford Davies – Racing Demon nel ruolo del reverendo Lionel Espy
  - Nigel Hawthorne – Shadowlands nel ruolo di Lewis
  - Ian McKellen – Otello e Bent nei ruoli di Iago e Max
  - Michael Pennington – The Wars of the Roses in diversi ruoli

### Anni 1990
- 1991
  - Ian McKellen - Riccardo III nel ruolo di Riccardo III d'Inghilterra
  - Richard Harris – Enrico IV nel ruolo di Enrico IV
  - John Malkovich – Burn This nel ruolo di Pale
  - Warren Mitchell – Il ritorno a casa nel ruolo di Max
- 1992
  - Nigel Hawthorne – La pazzia di Re Giorgio ruolo di Giorgio III del Regno Unito
  - Marcus D'Amico – Angels in America - Fantasia gay su temi nazionali nel ruolo di Louis Ironson
  - Robert Lindsay – Becket e il suo re nel ruolo di Enrico II d'Inghilterra
  - Ian McKellen – Zio Vanya nel ruolo di Vanya
- 1993
  - Robert Stephens nel ruolo di Enrico IV, parte I ed Enrico IV, parte II nel ruolo di Falstaff
  - Kenneth Cranham – Un ispettore in casa Birling nel ruolo dell’ispettore Goole
  - Paul Eddington – Terra di nessuno nel ruolo di Spooner
  - Paul Scofield – Heartbreak House	nel ruolo del capitano Shotover
- 1994
  - Mark Rylance – Molto rumore per nulla nel ruolo di Benedetto
  - Henry Goodman – Hysteria nel ruolo di Sigmund Freud
  - Patrick Stewart – Il canto di Natale nel ruolo di vari personaggi
  - David Suchet – Oleanna nel ruolo di John
- 1995
  - David Bamber – My Night with Reg nel ruolo di Guy
  - James Bolam – Glengarry Glen Ross nel ruolo di Shelly Levene
  - Adrian Lester – Come vi piace nel ruolo di Rosalinda
  - Bob Peck – Rutherford and Son nel ruolo di John Rutherford
- 1996
  - Alex Jennings – Peer Gynt nel ruolo di Peer Gynt
  - Michael Gambon – Skylight nel ruolo di Tom Sergeant
  - Daniel Massey - Taking Sides nel ruolo di Wilhelm Furtwängler
  - Donal McCann – The Steward of Christendom nel ruolo di Thomas Dunne
- 1997
  - Antony Sher – Stanley nel ruolo di Stanley Spencer
  - Paul Scofield – John Gabriel Borkman nel ruolo di John Gabriel Borkman
  - Ken Stott - Art nel ruolo di Yvan
  - David Suchet – Chi ha paura di Virginia Woolf? nel ruolo di George
- 1998
  - Ian Holm – Re Lear nel ruolo di Lear
  - Simon Russell Beale – Otello nel ruolo di Iago
  - Michael Gambon – Tom & Clem nel ruolo di Tom Driberg
  - Rupert Graves – Hurlyburly nel ruolo di Eddie
  - John Wood – The Invention of Love nel ruolo di A. E. Housman
- 1999
  - Kevin Spacey – Arriva l'uomo del ghiaccio nel ruolo di Theodore "Hickey" Hickman
  - Michael Gambon – The Unexpected Man nel ruolo di Parsky
  - Iain Glen – The Blue Room nel ruolo di vari personaggi
  - Jim Norton – La chiusa nel ruolo di Jack
  - David Suchet – Amades nel ruolo di Antonio Salieri

### Anni 2000
- 2000
  - Henry Goodman – Il mercante di Venezia nel ruolo di Shylock
  - Roger Allam - Summerfolk nel ruolo di Bassov
  - Stephen Dillane – The Real Thing nel ruolo di Henry
  - Michael Sheen – Ricorda con rabbia nel ruolo di Jimmy Porter
  - Antony Sher – Il racconto d'inverno nel ruolo di Leonte
- 2001
  -  Conleth Hill - Stones in His Pockets nel ruolo di Charlie Conlon
  - Simon Russell Beale – Amleto nel ruolo di Amleto
  - Sean Campion - Stones in His Pockets nel ruolo di Jake Quinn
  - Michael Gambon - Il guardiano nel ruolo di Davies
  - Bill Nighy – Blue/Orange nel ruolo del Professor Smith
- 2002
  -  Roger Allam - Privates on Parade nel ruolo di Terri Dennis
  - Simon Russell Beale - Humble Boy nel ruolo di Felix Humble
  - Sean Foley - The Play What I Wrote nel ruolo di Sean
  - Hamish McColl - The Play What I Wrote nel ruolo di Hamish
  - Alan Rickman - Vite in privato nel ruolo di Elyot
- 2003
  -  Simon Russell Beale – Zio Vanya nel ruolo di Vanya
  - Michael Gambon	- A Number nel ruolo di Salter
  - Mark Rylance – La dodicesima notte nel ruolo di Olivia
  - David Tennant - Lobby Hero nel ruolo di Jeff
- 2004
  -  Matthew Kelly – Uomini e topi nel ruolo di Lennie Small
  - Roger Allam - Democracy nel ruolo di Willy Brandt
  - Kenneth Branagh – Edmond nel ruolo di Edmond Burke
  - Greg Hicks – Coriolano nel ruolo di Coriolano
  - Michael Sheen – Caligola nel ruolo di Caligola
- 2005
  -  Richard Griffiths – Gli studenti di storia nel ruolo di Douglas Hector
  - Michael Gambon – Finale di partita nel ruolo di Hamm
  - Jonathan Pryce – The Goat, or Who Is Sylvia? nel ruolo di Martin
  - Ben Whishaw – Amleto nel ruolo di Amleto
- 2006
  -  Brian Dennehy – Morte di un commesso viaggiatore nel ruolo di Willy Loman
  - Richard Griffiths - Heroes nel ruolo di Henri
  - Derek Jacobi – Don Carlos nel ruolo di Filippo II di Spagna
  - Con O'Neill – Telstar nel ruolo di Joe Meek
  - David Threlfall – Someone Who'll Watch Over Me nel ruolo di Michael
- 2007
  -  Rufus Sewell – Rock 'n' Roll nel ruolo di Jan
  - Iain Glen – Il crogiuolo nel ruolo di John Proctor
  - David Haig – Donkeys' Years nel ruolo di Christopher Headingley
  - Frank Langella – Frost/Nixon nel ruolo di Richard Nixon
  - Michael Sheen – Frost/Nixon nel ruolo di David Frost
- 2008
  -  Chiwetel Ejiofor – Otello nel ruolo di Otello
  - Ian McKellen – Re Lear nel ruolo di Lear
  - Mark Rylance – Boeing Boeing nel ruolo di Robert
  - John Simm – Elling nel ruolo di Elling
  - Patrick Stewart – Macbeth nel ruolo di Macbeth
- 2009
  -  Derek Jacobi – La dodicesima notte nel ruolo di Malvolio
  - David Bradley – Terra di nessuno nel ruolo di Spooner
  - Michael Gambon	- Terra di nessuno nel ruolo di Hirst
  - Adam Godley - Rain Man nel ruolo di Raymond Babitt

### Anni 2010
- 2010
  -  Mark Rylance – Jerusalem nel ruolo di Johnny
  - James Earl Jones – La gatta sul tetto che scotta nel ruolo di Big Daddy
  - Jude Law – Amleto nel ruolo di Amleto
  - James McAvoy – Tre giorni di pioggia nei ruoli di Walker e Ned
  - Ken Stott – Uno sguardo dal ponte nel ruolo di Eddie Carbone
  - Samuel West – ENRON nel ruolo di Jeffrey Skilling
- 2011
  - Roger Allam – Enrico IV, parte I ed Enrico IV, parte II nel ruolo di Falstaff
  - Derek Jacobi – Re Lear nel ruolo di Lear
  - Rory Kinnear – Amleto nel ruolo di Amleto
  - Mark Rylance – La Bête nel ruolo di Valere
  - David Suchet – Erano tutti miei figli nel ruolo di Joe Keller
- 2012[1]
  -  Benedict Cumberbatch e Jonny Lee Miller – Frankenstein nei ruoli di Victor Frankenstein e del Mostro di Frankenstein
  - James Corden - One Man, Two Guvnors nel ruolo di Francis Henshall
  - David Haig – La pazzia di Re Giorgio nel ruolo di Giorgio III del Regno Unito
  - Douglas Hodge - Inadmissible Evidence nel ruolo di William Maitland
  - Jude Law – Anna Christie nel ruolo di Mat Burke
- 2013[2]
  -  Luke Treadaway – Lo strano caso del cane ucciso a mezzanotte nel ruolo di Christopher Boone
  - Rupert Everett - The Judas Kiss nel ruolo di Oscar Wilde
  - James McAvoy – Macbeth nel ruolo di Macbeth
  - Mark Rylance – La dodicesima notte nel ruolo di Olivia
  - Rafe Spall - Constellations nel ruolo di Roland
- 2014[3]
  -  Rory Kinnear – Otello nel ruolo di Iago
  - Henry Goodman – La resistibile ascesa di Arturo Ui nel ruolo di Arturo Ui
  - Tom Hiddleston – Coriolano nel ruolo di Coriolano
  - Jude Law – Enrico V nel ruolo di Enrico V d'Inghilterra
- 2015[4]
  - Mark Strong – Uno sguardo dal ponte nel ruolo di Eddie Carbone
  - Richard Armitage	- Il crogiuolo nel ruolo di John Procter
  - James McAvoy – The Ruling Class nel ruolo di Jack Gurney
  - Tim Pigott-Smith – King Charles III nel ruolo di Carlo, principe di Galles
- 2016[5]
  - Kenneth Cranham - The Father nel ruolo di Andre
  - Kenneth Branagh	- Il racconto d'inverno nel ruolo di Leonte
  - Benedict Cumberbatch – Amleto nel ruolo di Amleto
  - Adrian Lester - Red Velvet nel ruolo di Ira Aldridge
  - Mark Rylance – Farinelli and the King nel ruolo di Filippo V di Spagna
- 2017[6]
  - Jamie Parker - Harry Potter e la maledizione dell'erede nel ruolo di Harry Potter
  - Ed Harris - Il bambino sepolto nel ruolo di Dodge
  - Tom Hollander – I mostri sacri nel ruolo di Henry Carr
  - Ian McKellen – Terra di nessuno nel ruolo di Spooner
- 2018[7]
  - Bryan Cranston - Network nel ruolo di Howard Beale
  - Paddy Considine - The Ferryman nel ruolo di Quinn Carney
  - Andrew Garfield - Angels in America nel ruolo di Prior Walter
  - Andrew Scott - Amleto nel ruolo di Amleto
- 2019[8]
  - Kyle Soller - The Inheritance nel ruolo di Eric Glass
  - Simon Russell Beale, Adam Godley e Ben Miles	- Lehman Trilogy nei ruoli di Henry Emanuel Lehman e Mayer Lehman
  - Arinzé Kene - Misty nel ruolo di Arinzé
  - Ian McKellen - Re Lear nel ruolo di Lear
  - David Suchet - The Price nel ruolo di Gregory Solomon

### Anni 2020
- 2020[9][10]
  - Andrew Scott - Il divo Garry nel ruolo di Garry Essendine
  - Toby Jones - Zio Vanja nel ruolo di Vanjia
  - James McAvoy - Cyrano de Bergerac nel ruolo di Cyrano
  - Wendell Pierce - Morte di un commesso viaggiatore nel ruolo di Willy Loman
- 2022[11][12]
  - Hiran Abeysekera - Vita di Pi nel ruolo di Pi Patel
  - Ben Daniels - The Normal Heart nel ruolo di Ned Weeks
  - Omari Douglas - Constellations nel ruolo di Manuel
  - Charles Edwards - Best of Enemies nel ruolo di Gore Vidal
- 2023[13][14]
  - Paul Mescal - Un tram che si chiama Desiderio di Stanley Kowalski
  - Tom Hollander - Patriots nel ruolo di Boris Abramovič Berezovskij
  - Rafe Spall - To Kill a Mockingbird nel ruolo do Atticus Finch
  - David Tennant - Good nel ruolo di John Alder
  - Giles Terera - Blues For An Alabama Sky nel ruolo di Guy Jacobs
- 2024[15][16]
  - Mark Gatiss - The Motive and the Cue nel ruolo di John Gielgud
  - Joseph Fiennes - Dear England nel ruolo di Gareth Southgate
  - James Norton - A Little Life at nel ruolo di Jude
  - Andrew Scott -Vanya nel ruolo di tutti i personaggi
  - David Tennant - Macbeth nel ruolo di Macbeth
- 2025[17]
  - John Lithgow - Giant nel ruolo di Roald Dahl
  - Adrien Brody - The Fear of 13 nel ruolo di Nick Yarris
  - Billy Crudup - Harry Clarke nel ruolo di Harry Clarke
  - Paapa Essiedu - Death of England: Delroy nel ruolo di Delroy
  - Mark Strong - Edipo Re nel ruolo di Edipo